# Auf Anfang
Auf Anfang (Originaltitel: Reprise) ist ein norwegischer Film aus dem Jahr 2006. Er ist der erste abendfüllende Spielfilm von Joachim Trier, der zusammen mit Eskil Vogt auch das Drehbuch entwickelte. Die Hauptdarsteller sind Anders Danielsen Lie, Espen Klouman-Høiner und Viktoria Winge. Der Film war 2006 der norwegische Oscar-Kandidat für den Preis als bester fremdsprachiger Film.

## Handlung
Die 23-jährigen Erik und Phillip träumen davon, Schriftsteller zu werden. Erik wird von einem Verlag abgelehnt. Das Talent scheint ihm zu fehlen. Gleichzeitig wird Phillips Manuskript angenommen. Der junge Mann wird über Nacht ein bekannter Name in der norwegischen literarischen Öffentlichkeit und trifft Kari, die seine Freundin wird. Sechs Monate später besuchen Erik und seine Freunde Phillip in einem psychiatrischen Krankenhaus, um ihn nach einer langen Behandlung wieder nach Hause mitzunehmen. Das Schreiben ist jetzt das letzte, woran Phillip denkt. Erik hat seinen Traum aber nicht aufgegeben und versucht, auch seinen Freund zu überreden, sich wieder an den Schreibtisch zu setzen. Philipp hingegen ist eher daran interessiert, seine zerstörte Liebesbeziehung zu Kari wieder auf Anfang zu bringen.

## Hintergrund
Die Erzähltechnik im Film, in der von Schwarz-weiß-Aufnahmen, Handkamera, fantasievoller Bildmontage und Voice-over Gebrauch gemacht wird, ist von François Truffaut und der französischen Nouvelle Vague beeinflusst.

## Rezeption
Michael Meyns von programmkino.de meint, Regisseur Joachim Trier nehme sich mit seinem Debütfilm "sehr viel – bisweilen zu viel – vor". Auf Anfang sei "ein ambitionierter Film, der manchmal an seinen eigenen Anforderungen zu scheitern droht, durch seine Schauspieler aber immer wieder gerettet wird".
Joachim Kurz (Kino-Zeit.de) beschreibt Auf Anfang als „… atemberaubender Film, ein kühnes, schnelles Experiment in Inhalt und Form, das etliches [sic!] Genres streift, dekonstruiert und wieder neu zusammensetzt“. Regiedebütant Joachim Trier jongliere „virtuos (…) mit verschiedenen Wahrnehmungs- und Bewusstseinsebenen, ist manchmal tiefsinnig, beinahe philosophisch, dann wieder beiläufig und banal, aber niemals langweilig, sondern immer auf Speed“. Seinen Figuren verleihe er „emotionale Tiefe und Wahrhaftigkeit“ und er wäre „ein ganz heißer Kandidat“, „wenn es einen Preis für frisches, neues und mutiges Erzählen geben würde“.

„Der dynamische Debütfilm lässt sich auch formal souverän ganz auf den verspielten Umgang seiner Protagonisten ein, die er detailfreudig auf der Suche nach sich selbst beobachtet. Immer wieder bricht er dabei den linearen Erzählfluss auf und konterkariert melodramatische Entwicklungen geschickt durch eine auktoriale, ironische Erzählstimme sowie den Einsatz des Konjunktivs.“

## Auszeichnungen
Der Film hat bei internationalen Filmfestivals eine Reihe Auszeichnungen erhalten.
- International Istanbul Film Festival
  - Die goldene Tulpe: Bester Film

- Europäisches Filmfestival in Lecce
  - Die goldene Olive: Bester Film
  - Bestes Drehbuch

- Internationales Filmfestival Karlovy Vary
  - Beste Regie
  - Don-Quijote-Preis

- Nordisches Filmfestival in Rouen
  - Bester Film
  - Publikumspreis

- Toronto International Film Festival
  - Discovery Award

- Amanda
  - Bester Film
  - Beste Regie
  - Bestes Drehbuch

Auf Anfang wurde auch – außerhalb des Wettbewerbs – beim anerkannten Sundance Film Festival gezeigt.